# Nemophora kuznetzovi
Nemophora kuznetzovi (лат.) — вид длинноусых молей рода Nemophora (Adelidae). Вьетнам. Назван в честь Владимира Ивановича Кузнецова (1929—2008), известного российского лепидоптеролога, в 1986 году собравшего голотип.

## Описание
Длина передних крыльев 4,8—5,9 мм. Вид Nemophora kuznetzovi наиболее близок к N. athlophora (Meyrick, 1912), от которого отличается меньшим размером, отсутствием пятен в дорсальной половине жёлтого (базального) поля переднего крыла, тёмным лбом, светлой желтовато-коричневой окраской скапуса и базальной части жгутика усика, меньшим затылочным расстоянием, формой вальвы и сросшимися с винкулумом вальвами. Желтая базальная часть переднего крыла обычно с двумя серебристыми пятнами. Губной щупик 3-сегментный, короткий или средней длины, с густыми приподнятыми волосками. Максиллярный щупик рудиментарный. Голени передних ног имеют апикальные эпифизы; задние голени покрыты густыми волосками. Этот вид является эндемиком Вьетнама.